# Albert van Schendel
Pour les articles homonymes, voir Schendel.
Albert van Schendel (né le 21 septembre 1912 à Lage Zwaluwe et mort le 12 avril 1990 à Muret) est un coureur cycliste néerlandais. Professionnel de 1935 à 1948. Son frère Antoon a également été coureur professionnel.

## Palmarès
- 1935
  - 3e du Tour de l'Ouest

- 1936
  - Bordeaux-Saintes
  - Derby du Nord

- 1937
  - Circuit du Gers
  - 3e de Paris-Nice

- 1939
  - 3e de Dongen-Dongen

- 1941
  - 3e de la Coupe Marcel Vergeat

- 1943
  - 2e à Circuit des villes d'eaux d'Auvergne
  - 2e du Circuit du Ventoux

- 1945
  - 2e du Grand Prix d'Armagnac

- 1946
  - 3e du Ventoux-Méditerranée

## Résultats sur le Tour de France
- 1936 : 15e
- 1937 : abandon
- 1939 : 15e
- 1947 : abandon